# Shin A-lam
Shin A-lam (coreano 신 아람; Seul, 23 settembre 1986) è una schermitrice sudcoreana.

## Palmarès
In carriera ha conseguito i seguenti risultati:
- Giochi Olimpici:

Londra 2012: argento nella spada a squadre.
- Mondiali di scherma

Parigi 2010: bronzo nella spada a squadre.
- Universiadi

Shenzen 2011: bronzo nella spada individuale.